# Георги Янков (вокален педагог)
Георги Янков е български поп и джаз изпълнител и вокален педагог, създател на музикална школа „Мюзик факчъри“. Развива преподавателска дейност в областта на поп и джаз пеенето, използвайки най-модерните методи на преподаване.

## Биография
Георги Янков е роден е във Варна. Музикалният му талант е открит от учителката му по музика в СОУ „Гео Милев“ Виолина Трайкова. Две години е част от вокална формация „Дъга“. След това две години е член на „Хора на варненските момчета и младежи“. През 2009 г. постъпва в Национално училище по изкуствата „Добри Христов“ гр. Варна, специалност кларинет. Инструмента изучава 3 години с преп. Иван Германов. Паралелно с това учи поп и джаз пеене при вокален педагог Мила Маврова.
През 2011 г. участва в два международни конкурса („The world in children's hands“ и „Gold Fish“), на които е победител.
В началото на 2012 г. пее във вокален ансамбъл „Сребърни звънчета“ с художествени ръководители Ангелина Милева, Юлия Недева и Гарине Пюзантян.
След дълго обмисляне решава да положи изпит по поп и джаз пеене в НУИ „Добри Христов“ гр. Варна и с пълно отличие преминава в специалност поп и джаз пеене с преп. Мила Маврова. Част е от вокалните класове на Виктория Гюрова (НУИ „Добри Христов“), д-р Нели Маринкова (НМУ „Л. Пипков“), проф. Стефка Оникян (НМА „Панчо Владигеров“), д-р Нели Маринкова (НБУ).

## Вокален състав „Masterpiece“
През 2018 г. Георги Янков създава вокален състав „Masterpiece“. В началото с четири вокалисти – Лора Несторова, Радослава Радева, Станислав Георгиев, Искра Пейчева. Впоследствие съставът се увеличава и достига до 8 вокалисти. Само три месеца след създаването на състава, след усилени репетиции, участва в конкурса „Пазарджик пее“ и печели най-голямата награда – GRAND PRIX за целия конкурс. Съставът се явява и на други национални и межднародни конкурси и завоюва 5 награди GRAND PRIX и 8 първи места за една календарна година. Това е рекорден успех за новосъздаден вокален състав. „Masterpiece“ са канени като гост-изпълнители на много концерти, фестивали, благотворителни събития и балове.

## Ученици
Изявени възпитаници на Георги Янков са:
Лора Несторова, Иван Едрев, Маги Недкова, Божидар Нинов, Радослава Радева, Лиза Миланова, Елина Нестрова, Искра Пейчева, Ася Ганчева, Светлина Бояджиева, Станислав Георгиев, Елеонора Гоцева, Irka Park, Алекс Киров.

## Награди

### На Георги Янков (като изпълнител)
2011 г.
- „Светът в детските длани“ – I място
- „Златната рибка“ – II място и наградата на PLAMENARSKI NEWS

2012 г.
- „Обичам те, море“ – III награда
- „Свят, изкуство и море“ – I награда
- „Приказка за теб“ – II награда
- „Морско конче“ – III място
- „Слънце, дружба, мир“ – Лауреат II степен
- „Трикси“ – Лауреат III степен
- „Светът в детските длани“ – I място
- „Нека да е лято“ – поощрителна награда
- „Свят, изкуство и море II част – I издание“ – GRAND PRIX[1]
- „Речни ноти“ – III място
- „Морски звездички“ – поощрителна награда
- „Утринна звезда“ – I място

2013 г.
„Петнадесет лалета“ – III място и специална награда
„Море и спомени“ – III място
„Приказка за теб“ – I награда
„Свят, изкуство и море – II издание“ – GRAND PRIX
„Морско конче“ – I място
„Звездна дъга“ – I място
„Звезден път“ – I място
„Трикси“ – Лауреат II степен
„Светът в детските длани“ – I място
„Нека да е лято“ – специална награда на организаторите
„Път към славата“ – I място и специалана награда
„Речни ноти“ – IV място
„С песен и обич, творим добро“ – Награда на директора на конкурса и награда за сценично присъствие
„Съзвездие“ – I място
„Нови гласове“ – специална награда – покана за участие в юбилейния концерт на Александър Бръзицов, като солист на Българско национално радио
- Награда от ROTARY CLUB EUXINOGRAD за значими постижения в областта на изкуствата

„Северно сияние“ – III място и наградата на композитора Валентин Пензов
2014 г.
Национален конкурс „Път към славата“ – GRAND PRIX (София)
Национален конкурс „Орфеева дарба“ – I място (София)
Национален конкурс „Звездици за Лора“ – II място (Свищов)
Национален фестивал „Цветен камертон“ – I място (Сливен)
Национален конкурс „Петнадесет лалета“ – I място в категория „15 лалета“, I място в категория „С песните на Мими и Развигор“, II място в категория „Дуети“, специална награда за най-емоционално изпълнение за целия конкурс (Хисаря)
Национален конкурс „Нота по нота“ – I място и наградата на алтернативното жури (Пазарджик)
Национален конкурс „Медни гласчета“ – награда на Министерството на културата (Кубрат)
Международен конкурс „Бозторгай“ – Алма Ата, Казахстан – I място и покана за участие в друг Международен конкурс
Международен конкурс „Нова музика“ – специална награда (Горна Оряховица)
Национален конкурс „Морско конче“ – I място (Варна)
Международен конкурс „Слънце, радост красота“ – II място (Несебър)
Национален конкурс „Звезден път“ – I място (Разград)
Международен конкурс „Светът в детските длани“ – I място (Балчик)
Международен конкурс „Шатъйк“ – Астана, Казахстан – GRAND PRIX
Международен конкурс „Речни ноти“ – GRAND PRIX (Тутракан)
„Моята сцена“ гр. Варна – финалист
Международен конкурс „Орфей в Италия“ – Лидо ди Йезоло, Венеция, Италия – I място и награда за най-добър аранжимент на песен
Национален конкурс „Планински славей“ – II награда (Плачковци)
Международен конкурс „Съзвездие“ – I място (Шумен)
2015 г.
Национален конкурс „Песенна палитра“ – I място (Карлово)
Международен фестивал за испанска песен „Abanico“ – I място и покани за участие в конкурси в Италия и Испания
Национален конкурс „Звездици за Лора“ – II място (Свищов)
Национален конкурс „15 лалета“ – II награда и специална награда за най-ярко сценично присъствие (Хисаря)
ГОЛЯМАТА НАГРАДА от Фондация „Димитър Бербатов“ за успехи и постижения в област „Изкуства“
Голямата награда „Лауреат“ – I Национални Награди „Панчо Владигеров“ – Национална Музикална Академия
Национален конкурс „Радост на брега“ – Специална награда (Ахелой)
Международен фестивал „Монолит“ – Lloret de Mar, Barcelona, Испания – I място и награда на кмета на
Международен фестивал „Буджак сислери“ – Гагаузия, Молдова – II награда
Международен конкурс „Старс войс“ – Локарно, Швейцария – II място
Международен конкурс „Еврофест“ – Скоппие, Македония – III място
Международен конкурс „Кристал старс“ – Яш, Румъния – II награда
Голямата награда на Ротари клуб и значка „Ротари“ – Евксиноград за постижения в музиката.
НАГРАДА ЗА ПРИНОС ВЪВ ВОКАЛНАТА ПЕДАГОГИКА – HOPE OBZOR
НАГРАДА – „ПОП ИЗПЪЛНИТЕЛ НА ГОДИНАТА“ ВАРНА – 2017 г.
НАГРАДА – „ВОКАЛЕН ПЕДАГОГ НА ДЕСЕТИЛЕТИТО“ – 2018 г.

### На ученици на Георги Янков
ВОКАЛЕН СЪСТАВ MASTERPIECE: 5 награди GRAND PRIX, 8 първи нагади
Лора Несторова: 4 награди Grand Prix, 8 първи награди
Жени Кринчева: 3 първи награди
Елина Несторова: 1 Grand Prix, 4 първи награди
Искра Пейчева: 1 Grand Prix, 2 първи награди
Андреа Добрева: 2 първи награди
Габриела Иванова: трета награда – Утринна звезда